# Mikel Gurrea
Pour les articles homonymes, voir Gurrea.
Mikel Gurrea, né à Saint-Sébastien en 1985, est un cinéaste basque espagnol.

## Biographie
Mikel Gurrea étudie la communication audiovisuelle à l'université Pompeu-Fabra de Barcelone, en Catalogne.
En 2022, il réalise son premier long-métrage, Suro, avec Vicky Luengo dans le rôle principal. Le film figure parmi la sélection officielle du Festival international du film de Saint-Sébastien en 2022.

## Récompenses
- 2023 : Prix Gaudí pour Suro.